# ميهكل أكسالو
ماهكيل اكساليو (7 نوفمبر 1984 بكوريساري في إستونيا - ) هو لاعب كرة قدم إستوني في مركز حراسة المرمى. شارك مع منتخب إستونيا تحت 21 سنة لكرة القدم ومنتخب إستونيا لكرة القدم. أما مع النوادي، فقد لعب مع سينايوين يالكابالوكيرهو وشيفيلد يونايتد ونادي فلورا وPärnu JK Tervis ‏ ونادي مانسفيلد تاون وViimsi JK ‏ وFC Flora U21 ‏ وFC Kuressaare ‏ وFC Kuressaare U21 ‏.

## وصلات خارجية
- ميهكل أكسالو على موقع الاتحاد الدولي (مؤرشف)  (الإنجليزية)
- ميهكل أكسالو على موقع الاتحاد الأوربي (الإنجليزية)
- ميهكل أكسالو على موقع اتحاد إستونيا (الإنجليزية)
- ميهكل أكسالو على موقع قاعدة بيانات كرة القدم.إي يو (الإنجليزية)
- ميهكل أكسالو على موقع ناشيونال فوتبول تيمز (الإنجليزية)
- ميهكل أكسالو على موقع Soccerbase.com (لاعب) (الإنجليزية)
- ميهكل أكسالو على موقع Soccerway.com (الإنجليزية)
- ميهكل أكسالو على موقع عالم كرة القدم.نت (الإنجليزية)